# Dariusz Kijowski
Dariusz Ryszard Kijowski (ur. 24 października 1955 w Białymstoku) – polski prawnik, specjalista prawa administracyjnego, nauczyciel akademicki, członek Trybunału Stanu (2005–2015).

## Życiorys
W 1978 ukończył studia prawnicze w białostockiej filii Uniwersytetu Warszawskiego. W 1985 uzyskał stopień naukowy doktora na tej uczelni (na podstawie pracy zatytułowanej Współdziałanie w administracji terenowej. Zagadnienia prawne), habilitował się w 2000 na UwB w oparciu o rozprawę Pozwolenia w administracji publicznej. Studium z teorii prawa administracyjnego. Doszedł do stanowiska profesora na Uniwersytecie w Białymstoku i w Wyższej Szkole Administracji Publicznej w tym mieście. W 2008 i w 2012 powoływany na stanowisko prorektora UwB. W 2013 otrzymał tytuł profesora nauk prawnych. Był promotorem doktoratów m.in. Roberta Suwaja, Łukasza Kierznowskiego oraz Artura Kosickiego.
Był członkiem Rady Legislacyjnej (1994–1997). W latach 1996–2001 wchodził w skład zespołu ds. reformy administracji publicznej działającego w Instytucie Spraw Publicznych. W 2005 po raz pierwszy został wybrany w skład Trybunału Stanu. W 2007 i w 2011 wybierano go ponownie. Rekomendującym go klubem parlamentarnym była Platforma Obywatelska.
W 2015 został odznaczony Odznaką Honorową za Zasługi dla Samorządu Terytorialnego.